# Plan Huasteca
Plan Huasteca är en ort i Mexiko.   Den ligger i kommunen Atlapexco och delstaten Hidalgo, i den sydöstra delen av landet, 200 km norr om huvudstaden Mexico City. Plan Huasteca ligger 187 meter över havet och antalet invånare är 224.
Terrängen runt Plan Huasteca är lite kuperad. Runt Plan Huasteca är det ganska tätbefolkat, med 96 invånare per kvadratkilometer. Närmaste större samhälle är Huejutla de Reyes, 11,9 km norr om Plan Huasteca. I omgivningarna runt Plan Huasteca växer i huvudsak städsegrön lövskog.